# Громобой (фильм, 2006)
«Громобо́й» (англ. Stormbreaker) — шпионский фильм 2006 года режиссёра Джеффри Сакса. Сценарий написан Энтони Хоровицом и основан на его романе с одноимённым названием.

## Сюжет
Алекс Райдер — 15-летний сирота, воспитываемый своим дядей Йеном. Алекс абсолютно уверен, что его дядя — просто богатый бизнесмен со скучной работой. Вследствие того что он постоянно на работе, Алекс проводит большую часть времени с домработницей Джек Старбрайт, которую очень любит. И тем не менее, Алекс любит и дядю и поэтому всегда с радостью ждёт его.
Но неожиданно его опекун погибает. Алекс очень сильно тоскует по нему и вдруг узнает, что Йен Райдер был не бизнесменом, а агентом MI6. Дядя предполагал, что однажды Алексу предстоит занять его место, и поэтому готовил племянника к этому, обучая его иностранным языкам, боевым искусствам, альпинизму, долгому пребыванию под водой. Правительство просит Алекса продолжить выполнение дядиной миссии — расследование преступных дел крупного бизнесмена Дариуса Сейла, чей соработник — наёмник Ясен Григорович — и убил Райдера.
Алекс соглашается и получает в распоряжение суперустройства, замаскированные под обычные игрушки: магнитное йо-йо-крюк, крем от прыщей, разъедающий металлы, приставку Нинтендо, работающую как компьютер, и рюкзак-парашют. В руках Алекса — судьба всего мира.

## В ролях
- Алекс Петтифер — Алекс Райдер
- Алисия Сильверстоун — Джек Старбрайт
- Юэн Макгрегор — Йен Райдер
- Микки Рурк — Дэрриус Сэйл
- Сара Болджер — Сабина Плежер
- Билл Найи — Алан Блант
- Стивен Фрай — Смитерс
- Энди Серкис — мистер Грин
- Мисси Пайл — Надя Вол
- Робби Колтрейн — премьер-министр
- Дэмиэн Льюис — Ясен Григорович
- Софи Оконедо — миссис Джонс
- Дейв Леджено — Медведь

## Критика
Фильм получил смешанные отзывы кинокритиков. На сайте Rotten Tomatoes фильм имеет рейтинг 34 % на основе 68 рецензий со средним баллом 4,7 из 10. На сайте Metacritic фильм имеет оценку 42 из 100 на основе 20 рецензий критиков, что соответствует статусу «смешанные или средние отзывы».

## Отменённое продолжение
До или после выхода «Громобоя» Энтони Хоровиц писал сценарий к фильму, основанный на романе «Белый пик», но заявил, что шансы на дальнейшие фильмы, основанные на серии романов "Алекс Райдер", были «довольно низкими» из-за недостаточного финансирования. Позднее компания Weinstein окончательно отменила свои планы на съёмки продолжения.